# Edwin Jonker
 (février 2019).
Si vous disposez d'ouvrages ou d'articles de référence ou si vous connaissez des sites web de qualité traitant du thème abordé ici, merci de compléter l'article en donnant les références utiles à sa vérifiabilité et en les liant à la section « Notes et références ».
Edwin Jonker, né le 4 octobre 1976 à Amsterdam,,, est un acteur et chanteur néerlandais.

## Filmographie

### Cinéma
- 2002 : Bella Bettien (nl) : John
- 2002 : Polonaise : Le policier Wessel
- 2002 : Oesters van Nam Kee (nl) : Felicio
- 2002 : Loenatik: de moevie (nl) : Rôle inconnu
- 2004 : Madame Jeanette (nl) : Roy
- 2004 : Gang de requins : Oscar
- 2005 : Johan : Hennie Bordeaux
- 2007 : Trage liefde (nl) : Le barman
- 2008 : Vox populi : Hipoliet
- 2009 : Amsterdam : L'agent
- 2012 : Als je verliefd wordt (nl) : Jimmy
- 2015 : De ontsnapping (nl) : Romeo
- 2015 : Mannenharten 2 (nl) : Winston
- 2017 : Tuintje in mijn hart (nl) : Virgil

### Téléfilms
- 2001 : Wet & Waan (nl): Abel
- 2001 : Baantjer : Herman Koestal
- 2001 : Costa! (nl) : Martin
- 2002 : Trauma 24/7 (nl) : Melvin Kramer
- 2002 : Recht op Recht (nl) : Justin Okiko
- 2003 : Russen (nl) : Harry van der Schuur
- 2003 : Meiden van De Wit (nl) : Johnny
- 2005 : De Band (nl)
- 2005 : AlexFM (nl) : Max
- 2006 : Keyzer & De Boer Advocaten : Mitchel Martina
- 2007 : Lotte : Alex van Weerden
- 2007 : Voetbalvrouwen (nl) : Robert
- 2011 : Van God Los (nl) : Dil
- 2011 : Mixed Up : Bruno
- 2015 : Noord Zuid (nl) : Germain
- 2017 : Vechtershart (nl) : Maikel
- 2017 : Vaders en Moeders : Bas
- 2018 : Flikken Maastricht : Sjon Dodeman
- 2018 : Zomer in Zeeland (nl) : Derk
- 2018 : Klem : Rico
- 2019 : Ninja Nanny (nl) : Stanley
- 2019 : De Club van Lelijke Kinderen (nl) : Uberkliener

## Discographie

### Comédies musicales
- 2000 : Rent : Tom Collins
- 2002 : Copacabana : Ricco
- 2004 : The Lion King : Mufasa
- 2011 : Miss Saigon : John
- 2013 : Sister Act : Harry Jones
- 2014 : Dreamgirls : Curtis
- 2015 : Belle en het Beest : La bête
- 2016 : A Chorus Line : Zach